# Танэмура, Арина
Арина Танэмура (яп. 種村 有菜 Танэмура Арина, род. 12 марта 1978 года) — мангака, работающая в области манги для девушек (сёдзё). Её первой профессиональной работой стала Niban-me no Koi no Katachi (яп. 2番目の恋のかたち), позднее опубликованная в антологии работ Танэмуры Short-Tempered Melancholic. Известность Танэмура приобрела в 1997 году после выхода I.O.N, романтической манги о школе с элементами мистики. С 1998 по 2000 год она работала над популярной серией Kamikaze Kaitou Jeanne, главная героиня которой является реинкарнацией Жанны д’Арк. В 2000—2001 последовала манга Time Stranger Kyoko, а с 2002 года — Full Moon wo Sagashite. С 2004 года публиковалась самая длинная на сегодняшний момент работа Танэмуры The Gentlemen's Alliance Cross. Последней её мангой является Sakura Hime Kaden, выходящая с 2009 года. Kamikaze Kaitou Jeanne и Full Moon wo Sagashite были экранизированы в качестве аниме. Манга Танэмуры обычно публикуется в журнале Ribon компании Shueisha.

## Список работ

### Манга
- (1997) I.O.N (яп. イ·オ·ン И.О.Н.)[3][4]
- (1998) Kamikaze Kaito Jeanne (яп. 神風怪盗ジャンヌ Камикадзэ кайто: Джянну)[5]
- (1998) Short-Tempered Melancholic (яп. かんしゃく玉のゆううつ Кансякудама но ю:уцу) — серия манги, выходившая в журнале Ribon. Состоит из пяти коротких историй, опубликованных в одном томе компанией Shueisha в мае 1998 года.
- (2000) Time Stranger Kyoko (яп. 時空異邦人KYOKO Дзику: ихо:дзин КЁКО)[6][7]
- (2001) Full Moon wo Sagashite (яп. 満月をさがして Фуру му:н во сагаситэ)[8]
- (2004) The Gentlemen's Alliance Cross (яп. 紳士同盟† Синси до:мэй куросу)
- (2007) Umi no Chikyūgi Nocturne (яп. 海の地球儀・夜想曲 Уми но тикю:ги нокута:н)
- (2008) Mistress Fortune (яп. 絶対覚醒天使ミストレス·フォーチュン Дзэттай какусэй тэнси мисуторэсу Фо:тюн)[9]
- (2009) The Legend of Princess Sakura (яп. 桜姫華伝 Сакура химэ кадэн)[10]
- (2009) Vampire Rose (яп. ヴァンパイア・ローズ 白薔薇学園 Бампайа Ро:дзу Сиробара гакуэн)

### Артбуки
- (2000) Tanemura Arina Irasuto Shuu Kamikaze Kaito Jeanne (яп. 種村有菜イラスト集 神風怪盗ジャンヌ Танэмура Арина ирасутосю: Камикадзэ кайто: Джянну)[11];
- (2004) The Arina Tanemura Collection: The Art of Full Moon (яп. 満月をさがしてイラスト集 種村有菜コレクション Фуру му:н во сагаситэ ирасутосю: Танэмура Арина корэкусён)[12][13];
- (2008) The Gentlemen’s Alliance †: Arina Tanemura Illustrations (яп. 「紳士同盟クロス」種村有菜イラスト集 Синси до:мэй куросу Танэмура Арина ирасутосю)[14][15][16];
- (2009) Paint Ribon Art of Sakura Hime Kaden (яп. PAINTりぼん art of 種村有菜 ПЭЙНТО Рибон а:то обу Танэмура Арина)[17]